# 웹 서버 게이트웨이 인터페이스
웹 서버 게이트웨이 인터페이스(WSGI, Web Server Gateway Interface)는 웹서버와 웹 애플리케이션의 인터페이스를 위한 파이썬 프레임워크다.
WSGI는 처음에 2003년 PEP-333으로 규정되었다.. 2010년에 출판된 PEP-3333은 파이썬 3을 위한 사양을 갱신한다.

## 개요
기존의 파이썬 웹 애플리케이션 프레임워크는 웹서버를 선택하는데 있어서 제약이 있었다. 보통 CGI, FastCGI, mod_python 과 같은 커스텀API 중에 하나만 사용할 수 있도록 디자인 되었는데, WSGI는 그에 반하여 low-level로 만들어져서 웹서버와 웹 애플리케이션,프레임워크간의 벽을 허물었다.

## 구체적인 사항
WSGI는 서버와 게이트웨이, 애플리케이션과 프레임워크 양단으로 나눠져있다. WSGI 리퀘스트를 처리하려면, 서버단에서 환경정보와 콜백함수를 애플리케이션단에 제공해야한다. 애플리케이션은 그 요청을 처리하고 미리 제공된 콜백함수를 통해 서버단에 응답한다.
WSGI 미들웨어(라고 불린다.)가 WSGI 서버와 애플리케이션 사이를 보충해주는데, 이 미들웨어는 서버의 관점에서는 애플리케이션으로, 애플리케이션의 관점에서는 서버로 행동한다. 이 미들웨어는 다음과 같은 기능을 가진다.
- 환경변수가 바뀌면 타겟 URL에 따라서 리퀘스트의 경로를 지정해준다.
- 같은 프로세스에서 여러 애플리케이션과 프레임워크가 실행되게 한다.
- XSLT 스타일시트를 적용하는 것과 같이 전처리를 한다.

## 애플리케이션 예시
```
def
 
application
(
environ
,
 
start_response
):

    
start_response
(
'200 OK'
,
 
[(
'Content-Type'
,
 
'text/plain'
)])

    
yield
 
'Hello World
\n
'

```

- 1번째 줄에서는 environ와 start_response를 매개변수를 가지는 callable을 선언하는데, environ은 환경변수를 가지고 있는 딕셔너리이고 start_response는 status와 response_headers를 가지는 callable이다.
- 2번째 줄에서는 start_response를 호출한다.
- 3번째 줄에서는 문자열을 리턴한다.

## 애플리케이션 호출 예시
애플리케이션을 호출하고 리스폰스를 받는 예시이다
```
def
 
call_application
(
app
,
 
environ
):

    
body
 
=
 
[]

    
status_headers
 
=
 
[
None
,
 
None
]

    
def
 
start_response
(
status
,
 
headers
):

        
status_headers
[:]
 
=
 
[
status
,
 
headers
]

        
return
 
body
.
append
(
status_headers
)

    
app_iter
 
=
 
app
(
environ
,
 
start_response
)

    
try
:

        
for
 
item
 
in
 
app_iter
:

            
body
.
append
(
item
)

    
finally
:

        
if
 
hasattr
(
app_iter
,
 
'close'
):

            
app_iter
.
close
()

    
return
 
status_headers
[
0
],
 
status_headers
[
1
],
 
''
.
join
(
body
)

status
,
 
headers
,
 
body
 
=
 
call_application
(
app
,
 
{
...
environ
...
})

```

## 참고자료
- PEP 333 - Python Web Server Gateway Interface
- WSGI metaframework
- Comprehensive wiki about everything WSGI 보관됨 2012-04-13 - 웨이백 머신
- WSGI Tutorial
- Python standard library module wsgiref
- Getting Started with WSGI
- NWSGI 보관됨 2013-10-27 - 웨이백 머신